# Apache

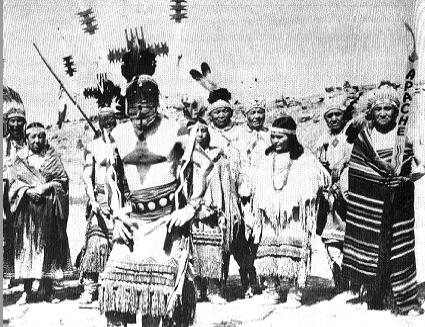
Una tribu apache.

Apache (autodenominados N’dee, N’nee o Ndé según el grupo) es el nombre con el que se conoce a un grupo de naciones indígenas culturalmente cercanas del este de Arizona, norte de los Estados de Sonora, Chihuahua, Coahuila, Nuevo León, Tamaulipas, Nuevo México y regiones de Texas y de las Grandes Llanuras. El término apache probablemente proceda del zuñi apachu, que significa 'enemigo'; de ahí el nombre que les pusieron los españoles. Se denominaban a sí mismos Diné, que quiere decir 'la gente'. Hablan un conjunto de lenguas atabascanas meridionales, que se han clasificado en apache de las llanuras, apache oriental y apache occidental.
Eran pescadores, cazadores y agricultores. Vivían en pequeños grupos basados en la familia. Los grupos se formaban con varias familias de carácter matriarcal. Compartían el mismo rito de los sioux y los cheyennes.
Cuando llegaron los españoles, los apaches habían alcanzado el suroeste de lo que hoy es Estados Unidos y norte de México (en aquel entonces territorios de Nueva España) en una migración de unos 500 años desde Canadá. Fue una tribu poderosa y guerrera, en continua lucha tanto con los colonizadores de procedencia europea como con otras tribus indias. La rendición de la tribu tuvo lugar en 1886, cuando los chiricahuas fueron deportados a Florida y Alabama, donde estuvieron bajo confinamiento militar. Siempre mostraron una gran fiereza como guerreros y mucha habilidad como estrategas.
En el año 1900 vivían unos 17 000 apaches en libertad. Su jefe más conocido, Gerónimo (Gokhlayeh), nació en 1829 y murió por causas naturales en Fort Sill, Oklahoma, en el año 1909. Sucedió como jefe de los apaches a Cochise, quien vivió 62 años. Fue el hijo de Cochise, Taza, quien designó a Gerónimo como sucesor de su padre. Ahora se encuentran en reservas en Arizona, Nuevo México y Oklahoma en un número de entre 5500 y 6000. En México se encuentran dispersos en áreas de Chihuahua, Coahuila, Sonora, Tamaulipas y el norte de Durango. Una pequeña minoría de 20 apaches mescaleros aún subsisten en la frontera norte de los estados mexicanos de Chihuahua, Sonora y Coahuila.[cita requerida]

## Historia

### Características generales

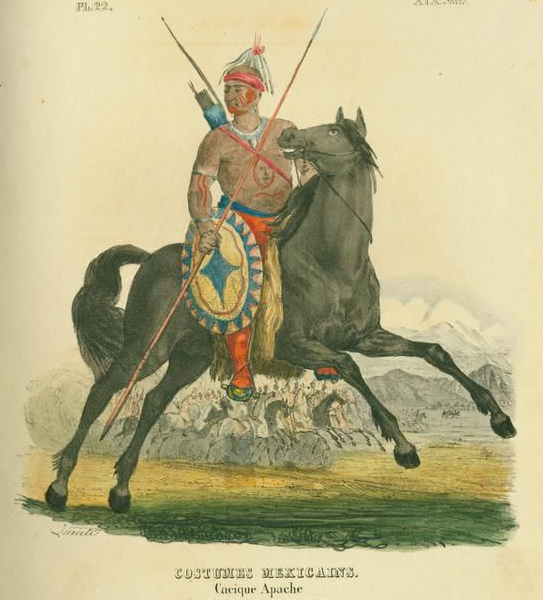
Pintura de un guerrero apache de 1800, obra de Claudio Linati.

Lingüísticamente pertenecen a la familia atapascana, al igual que sus hermanos navajos. Los apaches vivían seminómadas e inestables en un lugar determinado entre los ríos Colorado y Brazos en Texas. Se caracterizaban por una fuerte resistencia cultural como grupo. Eran grandes exploradores y conocían perfectamente su vasto territorio, el cual siempre defendieron tenazmente. Eran cazadores y recolectores de productos silvestres, se convirtieron en invasores de tierras pastoriles y agrícolas de otros grupos indígenas, hacían trueque y practicaban el pillaje para subsistir. En la región, era habitual que los grupos nómadas saqueasen a los sedentarios para asegurarse los suministros y alimentos y los apaches aplicaron este sistema también a los colonos europeos que se establecieron en ella.

### Luchas con los españoles y los comanches
Los primeros contactos corroborados con europeos, españoles, tuvieron lugar a finales del siglo XVI. En 1598, Juan de Oñate, al tomar posesión de las tierras de Nuevo México, mandó dividir sus poblaciones para reducir a los apaches; envió a fray Francisco de Zamora como encargado de evangelizar a estos, que vivían en el extremo norte de la Nueva España y al poniente de Sierra Nevada, en California; más tarde mandó traer del centro de las provincias novohispanas a indígenas aztecas y otomíes cristianizados para lograr un mejor entendimiento con los pueblos apaches. El esfuerzo fue en vano: los apaches y otras tribus indígenas no se dejaron someter y decidieron quemar y destruir muchas poblaciones españolas de los territorios norteños de la Nueva España. Los apaches apoyaron a los indios pueblo en los combates con los españoles en 1599.
La relación  desde el comienzo y en el siglo XVII se produjeron una serie de combates e incursiones emprendidas por los dos grupos. Los apaches buscaban ganado y caballos —animales a los que habían aprendido a montar— y los españoles emprendían represalias y capturaban esclavos, pese a que la Corona lo había prohibido. Las últimas décadas de este siglo correspondieron al esplendor del grupo, que a comienzos del siglo siguiente comenzó a ser desplazado por los comanches, provenientes del norte y empujados en la migración a su vez por los siux. El avance hacia el sur de los apaches a comienzos del XVIII hizo que aumentasen los choques con los españoles del Virreinato de Nueva España.

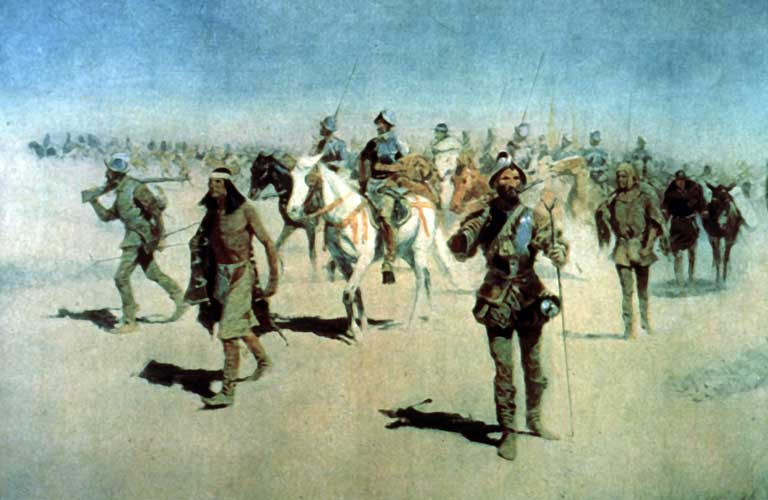
Expediciones españolas.

Nunca unidos políticamente, los apaches se dividían en distintos grupos, que fueron cambiando con el tiempo. Algunos de ellos, como los llamados lipanes y jicarillas,  llegaron a asentarse y a criar ganado, pero la mayoría eran cazadores y recolectores. Se conocía como Apachería el territorio por donde vagaban, unos seiscientos sesenta mil kilómetros cuadrados que abarcaban el este del estado de Arizona, gran parte del de Nuevo México, el sudeste del de Colorado, el oeste del de Oklahoma, una parte notable de Texas y la zona septentrional de los estados de Sonora, Chihuahua y Coahuila. A mediados del siglo XIX, se calcula que eran unos ocho mil, aunque algunos autores calculan una cifra mayor, treinta mil.
El primer documento que menciona la existencia de los apaches se escribió en Taos en 1702 y en 1720 llega allí una embajada apache solicitando permiso para asentarse en el territorio; el gobernador español lo otorgó, dando comienzo a un largo y difícil proceso de asentamiento, ya que otros pueblos ya instalados allí no sentían demasiada simpatía hacia ellos.

### Periodo mexicano y expansión estadounidense

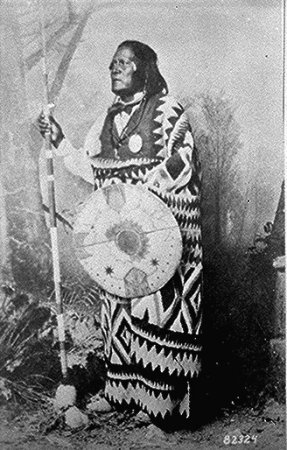
Apache mescalero

En 1825, el gobierno mexicano inicia un segundo periodo para pacificar a los apaches y unificarlos en poblaciones unidas, el cual fue un gran fracaso para los intermediarios mexicanos. Con el Tratado de Guadalupe-Hidalgo de 1848, firmado por México y Estados Unidos, el territorio apache quedó dividido entre los dos Estados, lo que originó la separación del grupo y gran descontento con ambos Gobiernos. Los apaches se dispersaron por las tierras de Arizona, Nuevo México, Texas, Oklahoma, Chihuahua, Sonora, Coahuila, Durango y Zacatecas.
Durante la colonización angloamericana de los nuevos territorios del oeste americano, se constituyeron en un gran obstáculo para poder llegar a colonizar hasta las costas del Pacífico. Los apaches usaron las armas de fuego y los caballos para matar a aquel que se introdujera en sus territorios. Muchos españoles, mexicanos y angloamericanos murieron a manos de los apaches. En 1821 se inicia una etapa conocida como las guerras indias, que terminan con la rendición de Gerónimo, el último líder de la resistencia, quien provenía de la tribu chiricahua.
El Gobierno de México trató de aniquilar a Gerónimo, pacta con él y después lo traiciona matando a su familia. Gerónimo ataca y quema los fuertes fronterizos mexicanos. El gobierno de los Estados Unidos también le persigue y trata de someterlo, matando a su segunda esposa. Finalmente fue confinado a las reservas indias de Florida y muere en Oklahoma en 1909.
En 1928 el gobierno de México declara oficialmente extinta la etnia apache en territorio mexicano y las 3000 personas que sobrevivieron en tierra estadounidense fueron sometidos finalmente en reservas de los estados de Arizona, Nuevo México y Oklahoma.

### Controversia sobre las guerras Apaches

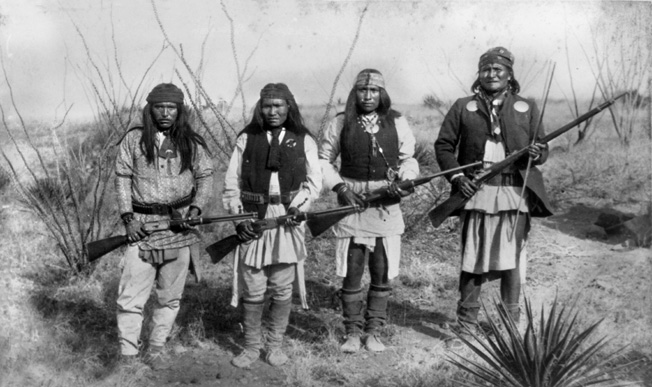
Gerónimo, durante la guerra con México.

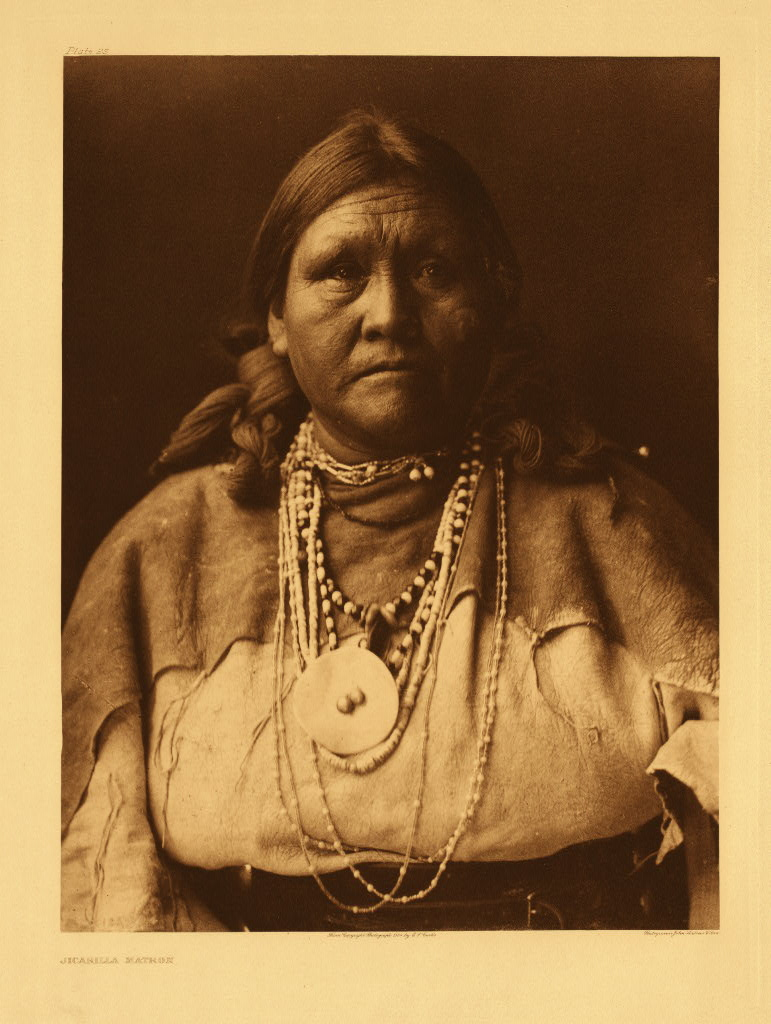
Apache jicarilla. Fotografía de Edward S. Curtis.

No hay registros escritos de las razones de la migración desde Canadá. Existen testimonios indígenas donde consta que se dedicaban al pillaje y la depredación, especialmente los lipanes que habían absorbido a varios grupos coahuiltecos, sin saberse esto con verdadera exactitud. En el momento de la llegada de los primeros europeos, los españoles, las etnias del lugar se mostraban agresivas contra los apaches y contaban de sus múltiples ataques, probablemente buscando asentarse en tierras más fértiles.
Al principio del dominio español de las demás tribus, se trató de evangelizarlos sin éxito, en vista de lo cual se procedió a establecer la cadena de presidios que intentaba proteger la zona. Como el éxito fue mínimo, se estableció el sistema de soborno, por el cual el gobierno virreinal aprovisionaba a las distintas tribus para detener los ataques.
Sin embargo, en el momento de la independencia de México, ambos sistemas, el de presidios y el de sobornos, colapsaron, reanudándose los ataques. Estos alcanzaron proporciones épicas en Chihuahua y Sonora, contribuyendo a la guerra de Intervención Estadounidense, y gracias a ello los ataques se extendieron.
Después de la guerra (1848), los ataques se extendieron más al sur, llegando a Sinaloa y Durango, al tiempo que se iniciaban en los nuevos territorios de Nuevo México, Arizona, y Texas. La depredación llegó al punto de poblaciones completas exterminadas en diferentes lugares de Arizona, Sonora y Chihuahua. De especial ferocidad fueron los ataques en Cuencamé y zonas aledañas, donde todos los habitantes fueron exterminados. Esto provocó la respuesta de ambos lados de la frontera, donde se envió al ejército para controlar los ataques, de nuevo con poco éxito.
Los gobiernos locales tomaron control de la situación. En Chihuahua, el gobernador Ángel Trías ofreció 200 pesos por la cabellera de cada indígena, esto disminuyó los ataques en Chihuahua, llegándose a pactar el fin de la cacería. El mismo modelo se seguía en Estados Unidos. Sin embargo, siendo estos pactos locales o regionales, provocaban que los ataques se detuvieran en un lugar y continuaran en otro. El ejemplo más claro es el de 1851, cuando Chihuahua sostenía un pacto de paz con las tribus del noroeste, llegando varias de ellas a asentarse en Janos. Sin embargo, los propios anales de los apaches, así como la autobiografía de Gerónimo, reconocen que se usaba el campamento como base para atacar los establecimientos de Sonora. Ante esto, el gobernador Elías González persiguió a los indígenas hasta Janos, exterminándolos o capturando a algunos de regreso a Sonora. Este acontecimiento en particular reanudaría la guerra por el norte de México y suroeste de Estados Unidos, que continuaría hasta 1886.

## Idiomas
Son hablantes del grupo de lenguas apacheanas de la rama atabascana de la familia lingüística na-dené. Dentro de este grupo se clasifican 5 idiomas propiamente apaches además del idioma navajo.Se dividen en lenguas apacheanas occidentales y orientales:
Occidentales
- Coyotero o apache occidental (n'dee biyat'i)
- Chiricahua (n'nee biyat'i)
- Mezcalero (ndé bizaa')

Orientales
- Lipán (ndé miizaa)
- Jicarilla (abaachi miizaa)

## Religión

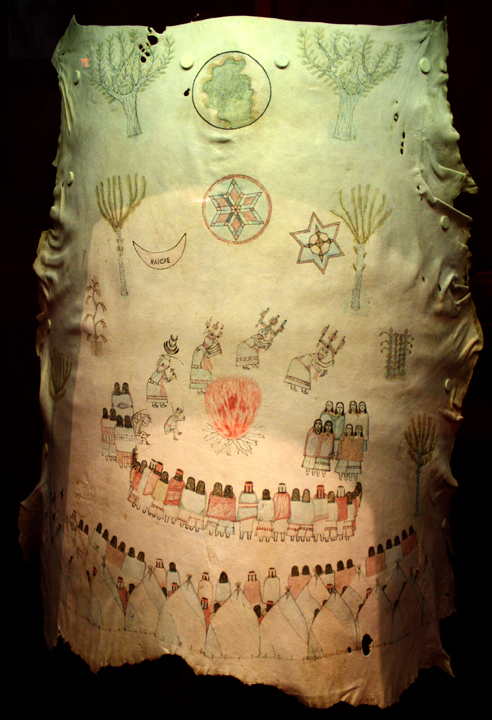
Piel de bisonte con la ceremonia de la pubertad representada. De la tribu Chiricahua.

Actualmente, la mayoría de apaches son adherentes del cristianismo, en particular, del catolicismo romano. La mitología prehispánica apache hablaba de dos héroes mitológicos. Uno es el del sol/calor, frente a los monstruos asesinos, el segundo es la del agua/la luna/ y el trueno, hijo del Agua, Nacido fuera del agua, que es perjudicial para los seres humanos. Otras leyendas hablan de un juego de pelota secreto en el que los animales buenos y malos jugaban para decidir si el mundo debería permanecer en la oscuridad eterna o entrar en un nuevo amanecer. Ocupa un lugar importante las leyendas del coyote y la de triksteris. Los indios navajos, apaches occidentales, jicarilla y lipanes tienen sus antecedentes legislativos, sin embargo, esto no incluye a los chiricahuas y los mescaleros.
Algunos animales estaban demonizados, ya que podían causar diversas enfermedades; entre estos, estaban los búhos, serpientes, osos y coyotes.
El término Diyi' se refiere a una o un grupo de fuerzas invisibles que se derivan de una serie de animales, plantas, minerales, fenómenos meteorológicos y las criaturas mitológicas del universo apache occidental existentes. Cualquiera de una variedad de fuerzas puede ganar y un hombre puede hacerlo correctamente, puede ser utilizado para diversos fines.
En estas ceremonias eran muy conscientes los hechiceros (chamanes) de ello, pero era posible, una manifestación directa de un individuo. Variaban los rituales y sus formas en las diferentes tribus apache. Muchas ceremonias chiricahuas y mescaleras eran hechas con lo aprendido durante visiones religiosas personales, mientras que los jicarilla y apaches occidentales tuvieron rituales estandarizados. La pubertad en las niñas (danza del amanecer), rituales y celebraciones con canciones navajo, estaban bien establecidas desde la antigüedad entre los apaches jicarilla de los llanos; las ceremonias de consagración eran de los rituales más abundantes. Muchas máscaras ceremoniales se utilizaban para representar espíritus religiosos. Los navajos, apaches y los jicarillas occidentales tienen considerable conocimiento y filosofía religiosa, incluyendo símbolos que marcaban en la arena del desierto. Se cree que el uso de máscaras y pintura sobre la arena fue tomada de la cultura pueblo.

## Cultura

### Organización social

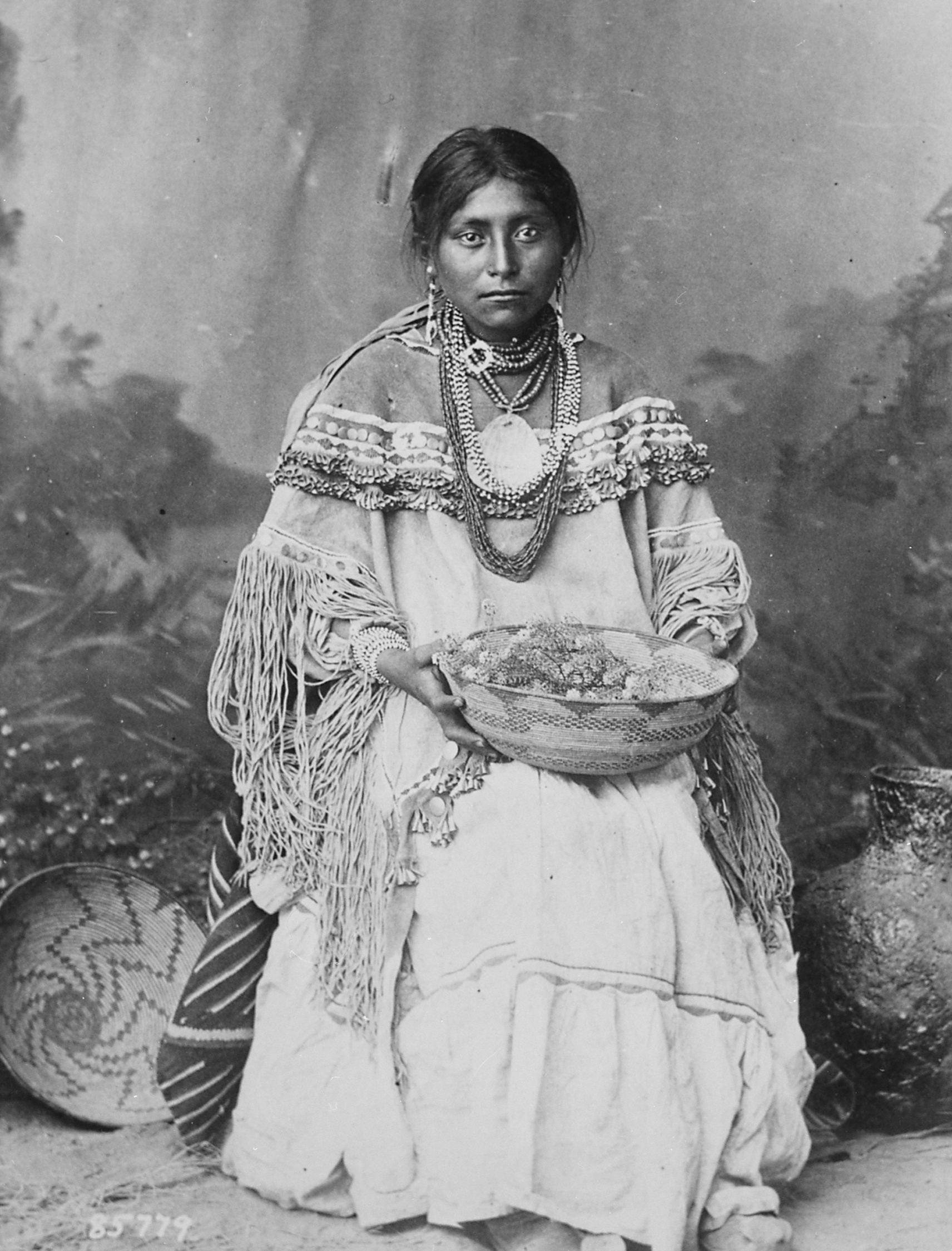
Mujer apache con el atuendo de casamiento.

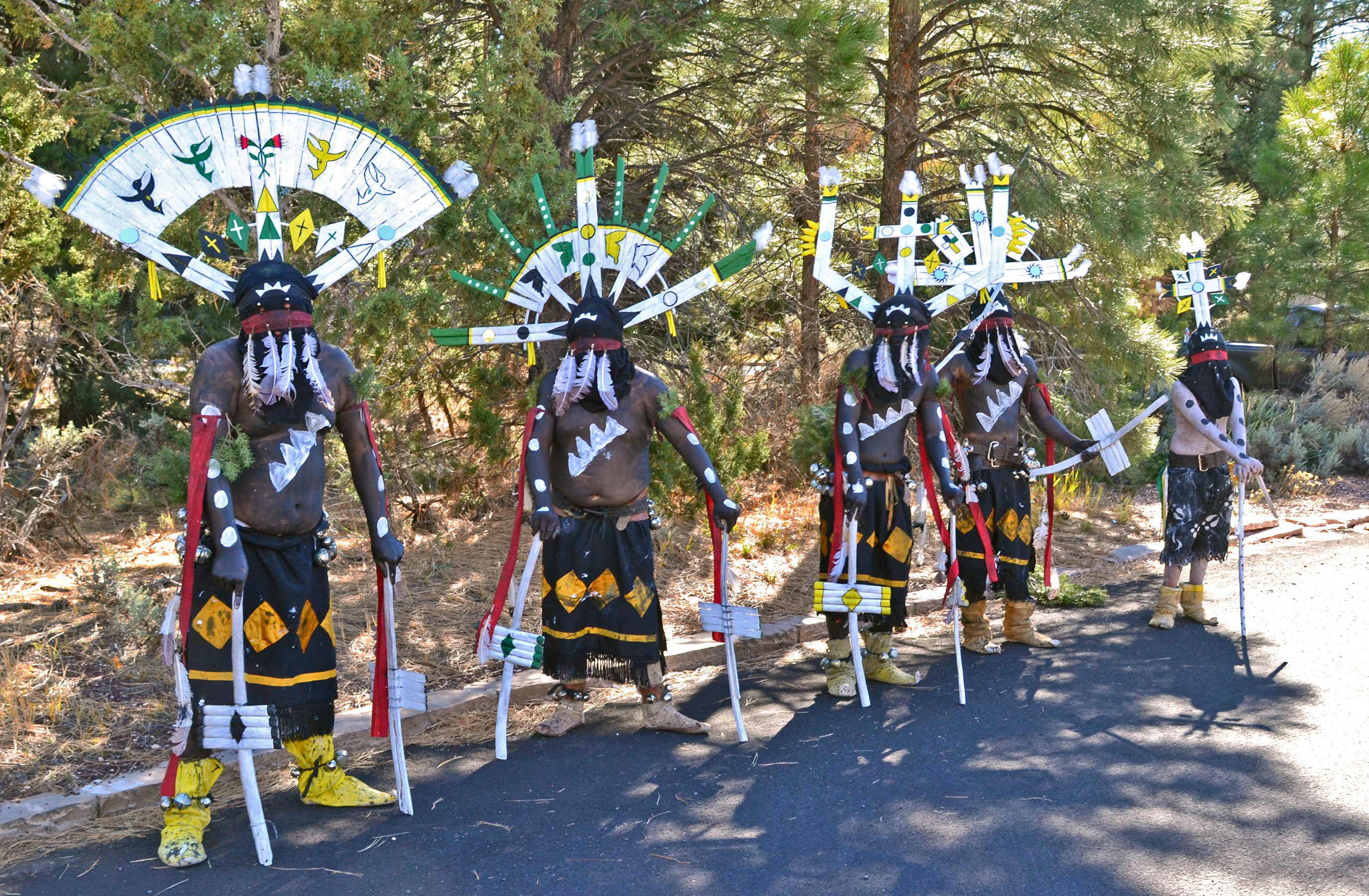
Los sacerdotes pertenecían a una clase social elevada.

Todos los apaches vivían en familias grandes, donde cada familia tenía su propia vivienda. La familia extendida consistía en marido y mujer, sus hijos todavía no casados, los que se casaron con sus hijas, sus hijos que se casaron con las hijas de otros hombres y los niños de cada uno de ellos. De esta manera, un grupo de familias unidas formaban un linaje femenino (modelo matrilocal) en la que los hombres eran capaces de conseguir un matrimonio después de salir de la familia de sus padres. Cuando una hija se casa, ella y su esposo colocan nuevas viviendas. Era muy grande el rol de las mujeres en la organización de la aldea. Mientras que en la parte sur del Oeste también estuvo el matriarcado extendido, a veces el hijo mayor se quedaba con su esposa a vivir con sus padres. Todas las tribus reconocían matrimonio religioso y libre. Desde la época del matrimonio precolombino se tiene registro de que la castidad de la mujer era a nivel espiritual y social algo de vital importancia  hasta casarse y la menarquia era celebrada con un ritual animista llamado naihes, que era una bendición para la joven en su transición de niña a mujer, con festejos que podían durar hasta cuatro días.
Algunas familias trabajaban juntos en grupos locales, las cuales llevaban a cabo ciertas ceremonias, el comercio y la guerra. Este grupo local estaba encabezado por un hombre-comandante de avanzada edad que tuvo la mayor influencia desde joven entre los miembros del grupo gracias a su reputación. El comandante de grupo venía por sus culturas como el líder apache. La ocupación no era hereditaria y por lo general era diferente en todos los miembros de la familia. El comandante era una influencia fuerte en el grupo, ni un solo miembro del grupo no se veía obligado a seguir al comandante. El comandante apache occidental bien considerado tenía que ser trabajador, generoso, objetivo, tolerante, honesto y elocuente.
Muchos grupos locales de base se fusionaban en escuadrones. Estos grupos de organización fueron más fuerte entre los chiricahuas centrales y del oeste, mientras que entre los lipanes y mescaleros, era débil. El grupo navajo no formaba escuadrones, muy probablemente debido al hecho de que no era favorable en la búsqueda del bisonte. Sin embargo los navajos organizaron grupos, que eran más grandes que la familia extensa apache, pero menor que el grupo local o pelotón.
Los mayores niveles en la jerarquía social de los apaches del oeste acudieron en masa a las órdenes, que Grenville Goodwin bautizó. Llamó a los cinco grupos apaches occidentales: los Tontos del Norte, los Tontos del Sur, Cibekuje, San Carlos y White Mountain. Los escuadrones jicarilla consistieron en partes influenciadas probablemente por la cultura pueblo. Los apaches occidentales e indios navajos tenían sistema de clanes matriarcales.
El concepto de nación apache no existía entre ellos y no se consideraban parte de la misma unidad a pesar de hablar idiomas semejantes. Las siete tribus apaches no estaban unidas políticamente (a pesar de la opinión generalizada) y, a veces, incluso eran enemigos mutuamente, tales como los lipanes, que eran enemigos de los mescaleros.

### Sistema de parentesco
Las tribus apaches se caracterizaron por tener dos sistemas diferentes: la familia o clan y el tipo entre los chiricahuas y jicarillas. Los tipo de sistema fueron ciertamente parecidos entre los chiricahuas, mezcaleros y en los apaches occidentales, el último sistema era un poco diferente de los dos primeros ya que era más parecido al sistema navajo.
El sistema jicarilla, se asemejaba al de los dakota y a los sistemas de parentesco iroqueses siendo parecido al de los navajos, lipanes, y apaches de la planicie. El sistema navajo era algo diferente y tenía similitudes con sistema chiricahua. El sistema lipán y el de los apaches de la planicie eran sistemas muy similares.

#### Sistema chiricahua
Los chiricahuas tenían cuatro palabras diferentes para nombrar a los abuelos:-chu – abuela materna, -tsúyé – abuelo materno, -ch'iné – abuela y del lado del padre -nalé – abuelo paterno. Además, hermanos y hermanas mayores son llamados por la misma palabra; por lo tanto, la abuela materna, hermanas y hermanos de la abuela materna se llaman -chu. Además, todo el nivel de los abuelos es recíproca, es decir, los abuelos también llaman a sus nietos por la madre o la línea del padre. Por ejemplo, la abuela materna del hablante se llamará -chu e idénticamente también la del receptor se llamara -chu.
Los Chiricahuas no son poseedores de los primos de la familia principal y hermanas de hermanos y hermanas. De esta manera, la misma palabra se usa para designar hermano y primo. Además, otro término es utilizado para describir el género del hablante: -k'is – son hermanos del mismo sexo, hermana o primo, prima y -ląh – el sexo opuesto. Esto significa que si el que habla es un hombre, entonces él va a llamar -k'is a su hermano y a su hermana -ląh. Si el que habla es una mujer, entonces su hermano se llamará -ląh y su hermana -k'is.
Dos palabras diferentes son conocidas para designar a los padres, de acuerdo con el sexo: -máá – madre y -taa – padre. También, estas dos palabras describen a los niños en función del sexo: -yách'e '– hija y -ghe ' – hijo.
Hermanas y hermanos de los padres se identifican juntos, sin importar el género: -ghúyé – una tía o un tío materno (hermano de la madre o hermana), -deedéé '– tía o un tío del lado de su padre (hermano del padre o hermana). Estos términos se usan mutuamente por los abuelos y los nietos. Esto significa que -ghúyé también significa sobrino o sobrina.

#### Sistema jicarilla
A diferencia del sistema chiricahua, los abuelos jicarilla solo se podían nombrarse con dos palabras distintas para diferenciar el sexo: -chóó – abuela y -tsóyéé – abuelo. No hay términos separados para los abuelos maternos o paternos. Estos términos también se utilizan para nombrar a los abuelos de los niños en función del género. De esta manera, la palabra -choo llama a la abuela y sus hermanas (tanto de la madre y la otra mitad del padre); -tsóyéé llaman al abuelo y sus hermanos. Estos términos no son mutuamente. Sólo hay una palabra para el nieto, independientemente de su sexo -tsóyíí.
Hay dos palabras para cada padre. Estos términos también se utilizan para nombrar a los padres de los hermanos del mismo sexo: -'nííh – madre o tía (hermana de la madre), -ka'éé – padre o tío (hermano del padre). Además, el uso de estos términos para describir el tío o tía del sexo opuesto: -da'áá – tío materno (hermano de la madre) y -béjéé – tía paterna (hermana del padre).
Los dos términos son utilizados por hermanos y hermanas. También utilizan los primos del sexo opuesto: -k'isé – hermano del mismo sexo, hermana o primo, prima; -láh – es el hermano del sexo opuesto, hermana o primo, prima. También hay tres términos que dependen de la edad del hablante: -ndádéé – hermana mayor, - na'áá – hermano mayor, -shdázha – el hermano o hermana más joven. También se utiliza, además, diferentes palabras para la madre y sus hermanos, hermanas, hijos de sus padres: -zeedń – padre, hermana, hermano, madre o hijo, -iłnaa'aash – hermana del padre varón o el hijo del hermano de la madre (utilizado sólo en relación con los hombres).
Es conocido como los hijos de los padres, así como los hermanos del mismo sexo o los hijos de los niños del mismo sexo o los primos de primos: -zháche'e – la hija del mismo sexo en relación con el hermano o la hermana del orador, hija, -ghe '– hijo del hermano del mismo sexo o hijo de la hermana. Existen términos individuales del sexo opuesto con respecto al hermano o hermana de un niño del que se habla: -da'áá – la hermana del sexo opuesto o hija de la hermana, -da '– el hermano del sexo opuesto o hijo de la hermana.

### Clases de vivienda

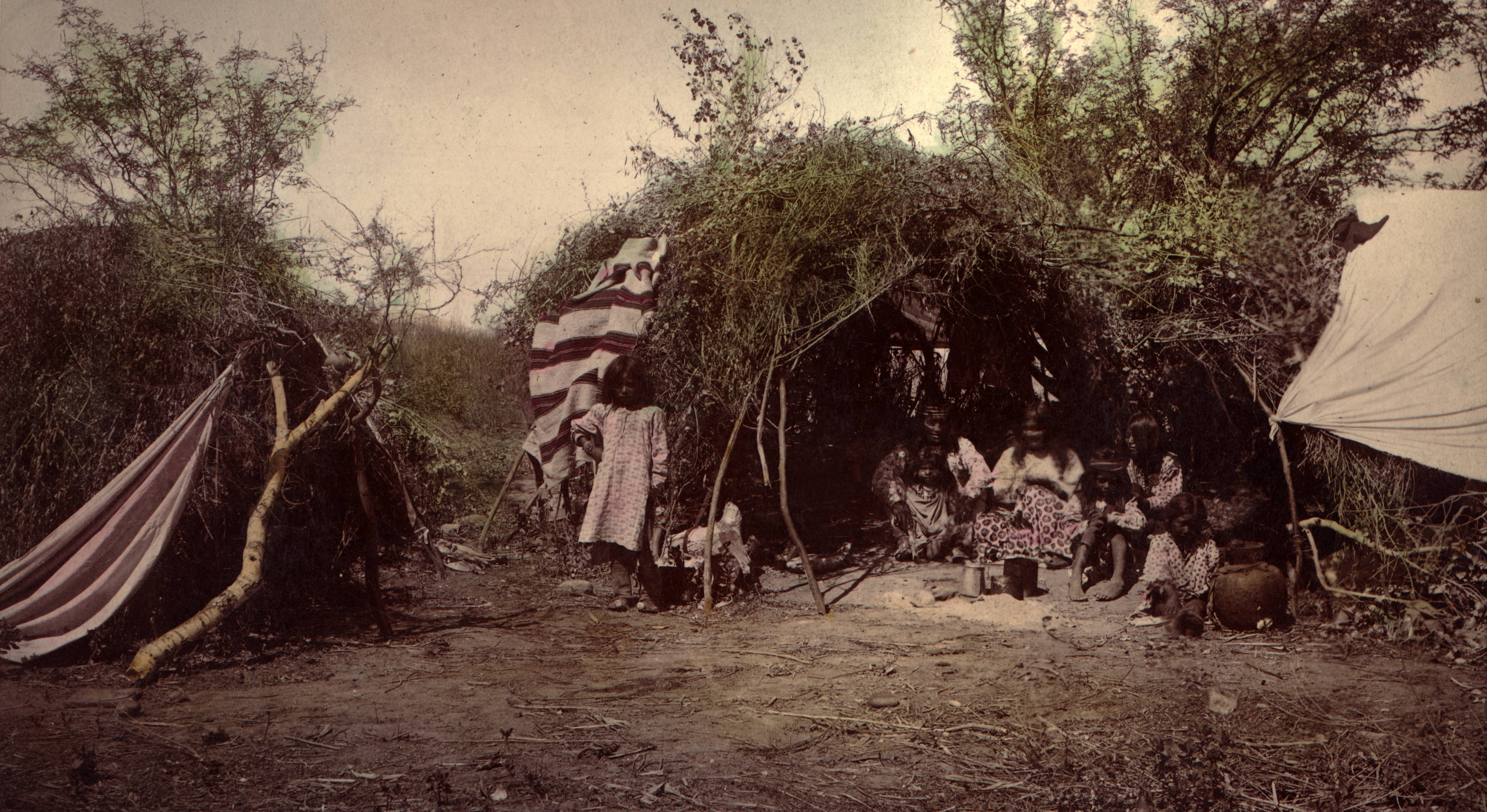
Ejemplo de vivienda chiricahua poco elaborada.

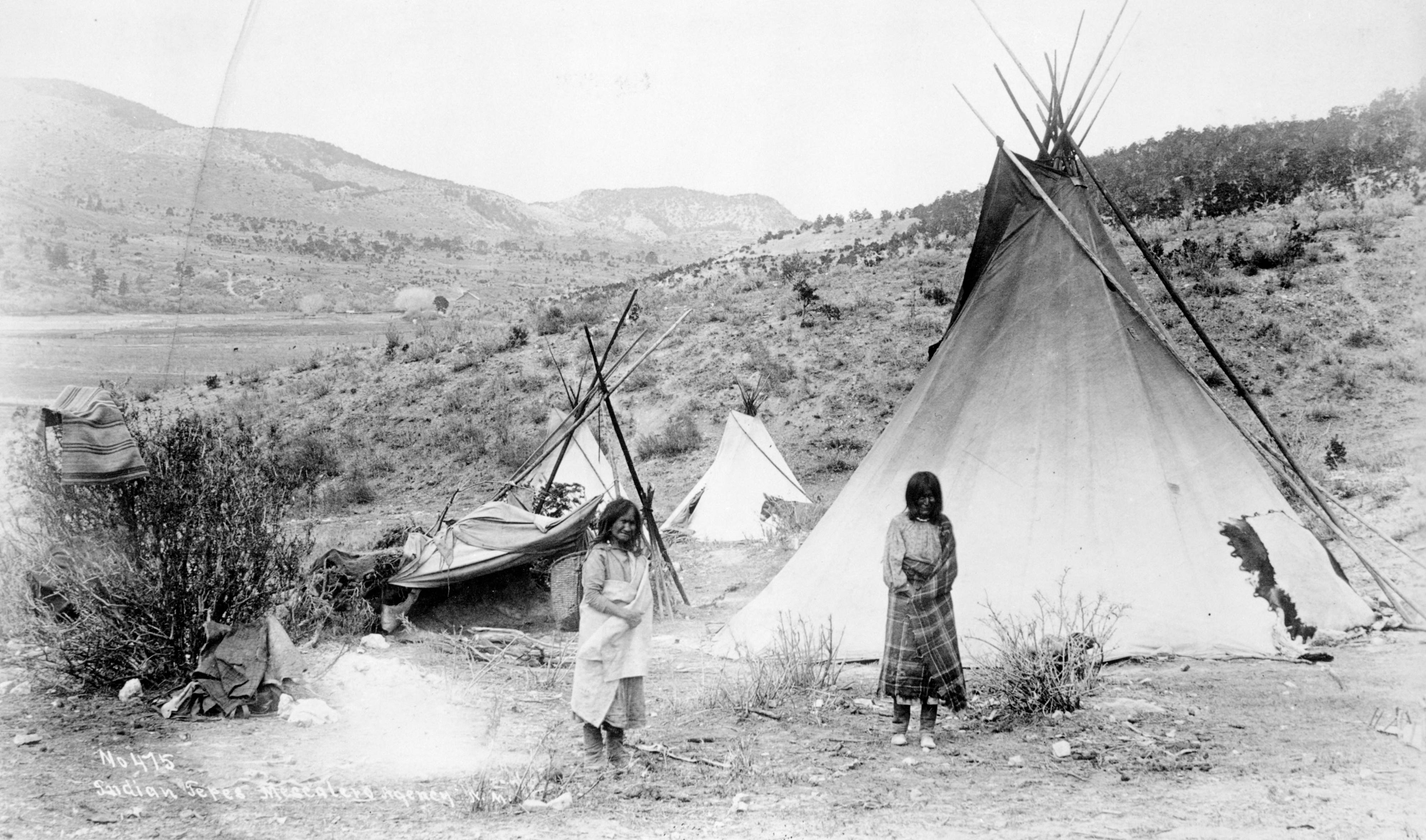
Tipi de los Mescaleros.

Todos los apaches vivían en tres tipos de vivienda. La primera era una tienda india utilizada por vivir en las llanuras. El segundo tipo de vivienda eran las vikiupas, una especie de choza, llamada vigvam. Esta casa se trata de un marco de madera de 2,5 m de altura reforzada con fibras de yuca y cubierto de arbustos y hierba. Estas chozas generalmente eran de los apaches que vivían en las montañas. Si un miembro de la familia que vivía en la choza muere, se incinera. El tercer tipo de vivienda era un Hogan; se utilizaba durante los tiempos cálidos cuando se adentraban al norte de México, el cual es perfectamente fresco. Su construcción aún es común en la Nación Navajo.
A continuación una descripción de la antropóloga Morris (Morris Opler) sobre la casa de los chiricahuas:

"La casa en la que vivía la familia, era construida por mujeres. Se trata de una ronda simple, con el arbusto llamado Namukos en forma de cúpula, con pisos al nivel del suelo. Estaba a unos dos metros de altura en el centro y tenía cerca de dos metros y medio de diámetro. El marco es construido con entramado de ramas de roble o sauce que se pegan en el suelo o se insertan en pozos perfectamente y especialmente excavados. Las ramas se insertan a unos 30 cm de distancia el uno del otro y se unen en la parte superior con la pila de yuca. En los techos se ponen hierbas locales (Andropogon gerardii y Xerophyllum tenax) en bultos atados con cuerdas. El agujero del humo va en la parte central de la casa. Los abrigos y ropa eran colgados en una cruz que se ponía cerca de la entrada. La protección de la lluvia en la parte superior de la cabaña se lograba colocando un trozo de piel o conjunto de pieles de bisonte o de oso en el hueco. Claro, si no fuera necesaria para disparar, incluso el agujero estaba siempre expeliendo humo del fogón central. El aire caliente también se eliminaba por el orificio superior. La acumulación de humo en la casa requería unos tres días. Este establecimiento era cálido y cómodo, incluso en la nieve. Su interior estaba equipado con camas de arbustos y hojas de hierbas ...

Las mujeres eran responsables no sólo de vivienda dentro de la instalación, sino también de su construcción, mantenimiento, reparación, y todo lo relacionado con la vivienda. Recogían hierbas de las praderas y las cambiaban cuando se desvanecían o se mojaban ... Pero, antes los apaches no tenían hogar permanente, por lo que no se molestaban por la limpieza, sino que simplemente cambiaban de sitio y construían una nueva."
Morris Opler

## Organización económica

### Alimentación y sustentación
Los apaches obtenían sus alimentos de diversas maneras:
- Caza de animales silvestres (bisontes, ciervos y otros);
- Recolección de plantas silvestres;
- Cultivo de algunas plantas domésticas;
- Trueque de ganado, carne y mercancías;

La dieta del apache occidental consistía en carne (35-40 por ciento). Y los alimentos vegetales (60-65 por ciento). Debido a que las diversas tribus apaches vivían tan lejos como en diferentes condiciones climáticas, esto tuvo un impacto en sus diferencias nutricionales.

#### La caza
La caza era un asunto masculino, aunque hubo excepciones dependiendo del tiempo y la cultura (por ejemplo, las mujeres lipanes podían ayudar cazando conejos).
Antes de la caza por lo general tenían lugar elaborados rituales como el ayuno y los curanderos (ang. Curandero) llevaban a cabo ciertas ceremonias religiosas antes y después de la caza. En la cultura lipán, los ciervos eran custodiados por el espíritu de la montaña, por lo que se invocaba a dicho espíritu en sus rituales para que la caza tuviera éxito. El juego de cazar que cumplir con ciertas normas religiosas (muchas de los cuales se describen en los relatos religiosos), designadas para un animal sacrificado, cómo orar y cómo destruir los huesos. Entre los criollos del sur era generalizada la división y repartición del cuerpo. Por ejemplo, entre el cazador mezcalero, que tuviera éxito en la caza, se esperaba que diera la mitad de sus presas a sus compañeros y los que carecían de alimentos en el campamento. La preocupación por otros individuos de la comunidad muestra un gran compromiso social y generosidad. Era posible ganar respeto entre los miembros de la tribu, precisamente quien tuviera mayor respeto y carisma podía convertirse en su líder.
El arma más común durante la invasión de los europeos fue el arco y la flecha. Era utilizada en la caza en diversas tácticas. En casos especiales utilizaban cabezas de animales como carnada, y silbatos seductores para que el animal se acercara. También trataban de cansar al animal: los cazadores localizaban varios puntos rodeándolo y defendían su posición hasta que el animal caía agotado o muerto.
Algunos animales no podían comerse, ya que era una falta a la moral pública. Diferentes tribus tenían diferentes tabúes. Algunos de los ejemplos más comunes: osos, pecaríes, pavo, pescado, ranas, serpientes, insectos, búhos, pumas y coyotes. Dos ejemplo de tabúes diferentes: el oso negro fue siendo parte de la dieta (como los bisontes, ciervos o antílopes), pero los jicarillas nunca comían osos, porque los consideraban animales malignos. Algunos tabúes eran típicos de toda la región. Tal como ir sin peces, que era tabú en todo el suroeste, o que las serpientes eran la encarnación física del mal.
Los apaches occidentales en su mayoría cazaban venado y berrendo a finales de otoño. En noviembre, comían carne seca y migraban a campamentos de invierno en Salto, Negro, Gilo o incluso los valles del río Colorado.
Los chiricahuas generalmente cazaban ciervos y berrendos. Sin embargo en el juego de la caza se mataban conejos (liebres), zarigüeyas, ardillas, caballos salvajes y mulas, venados, pecaríes, hámsteres.
Para los mezcaleros era mucho más importante el venado, aunque también cazaban borrego cimarrón, bisonte (los que vivían más cerca de los llanos), y según los estadounidenses conejos, ciervos, caballos y mulas, zarigüeyas, berrendos y hámsteres.
Los jicarillas cazaban borrego cimarrón, bisontes, ciervos y šakiaragis. También eran cazados los castores, conejos, ardillas, palomas, urogallo, mulas, puercoespín, conejos, ardillas, pavos y hámsteres. Los caballos solo se comían después de haber sido introducidos por los europeos. No comían pecarí, comadrejas, gatos y lobos salvajes, pero los cazaban para obtener ciertas partes de su cuerpo como la piel o los dientes. El zorrillo solo se comía en casos extremos de hambruna.
Los lipanes se defendieron sobre todo por la carne de bisonte. Su caza se prolongó durante tres semanas en el otoño y después de unos pocos días hasta la primavera. Otro partido clave fue el venado. Bebían la sangre fresca de venado porque pensaban que era más saludable. Aunque también los lipanes cazaban castores, borrego cimarrón, osos negros, patos, caballos, pumas, palomas, perros de la pradera, berrendo, codornices, conejos, ardillas, pavos, tortugas y hámsteres.
Entre los apaches de los llanos era más común que se cazara bisontes y ciervos. Otros animales cazados eran tejones, osos, castores, coyotes, lobos, gallinas salvajes, gansos, caballos, mulas, zarigüeyas, nutrias, conejos y tortugas.

#### Recolección de alimentos y producción
La recolección de plantas y la cocina era el trabajo de las mujeres. Sin embargo, en algunas cosas, como la recolección de coronas de agave que estaban pesadas, los hombres ayudaban. Muchas plantas silvestres se han utilizado no solo por la comida, sino también por los servicios médicos y religiosos. Algunas plantas se utilizaban exclusivamente para los rituales religiosos y como medicinas.
Los apaches occidentales recogían agave, que se cuece y se seca. A finales de junio - principios de julio el mercado de las grandes llanuras se llenaba de frutas, verduras y raíces. Entre julio y agosto se recogían vainas de los árboles del género Prosobis, de bayoneta española (género yuca), frutas y bellotas de roble Emory. A finales de septiembre, la planta ya no se recogen, porque en ese momento toda la atención se centraba en los cultivos de invierno. Al final de otoño recogían bayas de enebro y piñones de pino.
Los chiricahuas utilizan la corona de la planta (base del tubérculo) (la cuecen en grandes hornos subterráneos y la secan al sol) y brotes. El agave, fue elegido de entre otras plantas, las bayas, frutos y demás partes comestibles - agaritos (Mahonia trifoliata) bayas, bayas de enebro, dátil de yuca (Yucca baccata), frutas, pimientos, pasas de Corinto, bellotas Gambela y corteza de roble (utilizada para el té), verduras, frutas de espino, hojas de abril de bellotas de roble de hoja perenne, vainas de acacia, papas silvestres y muchos otros cultivos. También miel de panales silvestres.
El agave crece no era menos utilizado entre la nación mezcalera, cuya corona recogían antes del invierno. También se alimentaban de bayas agaritos, dátil de yuca (Yucca baccata), fruta, fruta de cactus, papas silvestres y muchas otras plantas no venenosas que crecían en territorio mezcalero.

#### Agricultura
Los cultivos domésticos en los diferentes grupos apaches difieren fuertemente. La mayoría de los cultivos se cultivaron por los indios navajos, en menor medida, los lipanes. Los apaches occidentales y jicarillas practicaban muy poco la agricultura. Mientras que los apaches de las llanuras y los chiricahuas no la utilizaban.

#### Comercio
Los apaches se dedicaban al saqueo y al pillaje, quedándose con el botín de guerra, no exactamente comerciaban, aunque si existía en sí mismo cierto trueque. Los comerciantes estaban en pequeños grupos, para un determinado propósito económico. Durante el robo se constituían reservas de alimentos adicionales, perseguían y buscaban ciertos artículos necesarios (sobre todo mujeres). La guerra se llevaba a cabo en grandes grupos hasta perdición.
El comercio también era una fuente de alimento. Sus trofeos de caza, en su mayoría eran pieles, las cuales cambiaban por armas, herramientas de utilidad y otros artículos útiles o alimentos.

## Tribus apaches
- WA: Apaches occidentales
- N: Navajos
- Ch: Chiricahuas
- M: Mezcaleros
- J: Jicarillas
- L: Lipanes
- Pl: Apaches de las llanuras

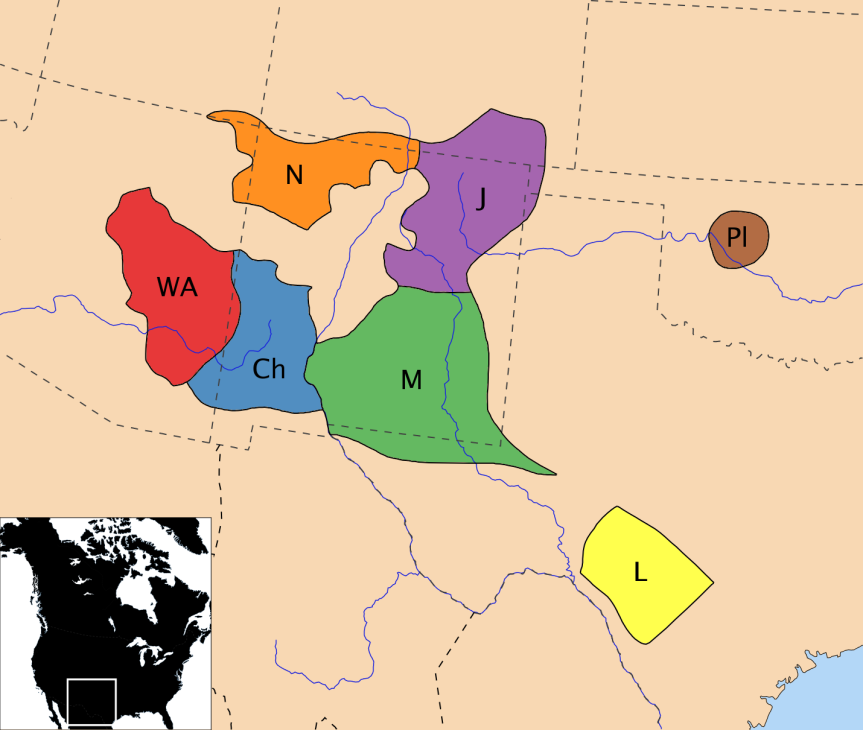
Posición de los grupos apaches en el siglo XVIII:

Distribución de tribus apaches

En nuestros días abarcan las tribus de los jicarillas y mescaleros de Nuevo México, los chiricahuas de Chihuahua, Nuevo México y la frontera con Arizona, los apaches occidentales del norte de Sonora y Arizona, los lipanes de Coahuila y Texas y los apaches de las llanuras del suroeste en Oklahoma. Probablemente vivieron aquí durante siglos, otros grupos apaches del sur que ahora han desaparecido son desconocidos para los antropólogos.
Los apaches occidentales son ahora los únicos que todavía residen en Arizona. Los grupos de apaches viven en varias reservas, las tribus individuales se fundaron juntas. Los apaches occidentales que viven en las reservas White Hill Fort Apache, San Carlos, Yavapai-Apache, Tonto-Apache y Fort McDowell Mohave-Apache. Parte de los apaches occidentales viven en la reserva Yavapai-Prescott. La tribu apache White Mountain vive en la parte oriental del centro de Arizona, 312 kilómetros al noreste de Phoenix. La reserva de los Tonto-Apache fue fundada en 1972 cerca Paisono al este de Arizona. Situado en 344 000 m² en el noreste del Fikinkso Tonto National Forest, hogar de cerca de 100 personas. Los familiares poseen un casino. La reserva Yavapai-Apache, que está al oeste de Flagstaff, en Arizona.
A los chiricahuas ya no se les considera una unidad cultural ya que se han dividido en dos grupos. Algunos se trasladaron a las reservas mescaleras junto con los lipanes que se incluyeron en un grupo político mescalero más grande. Otros chiricahuas permanecieron en Oklahoma e hicieron una fortaleza que con el tiempo se convirtió en reserva (ang. Fort Sill Apache Tribe).
La reserva mezcalera está ubicada en el sureste de Nuevo México, cerca de la histórica Fort Stanton. La reserva Jicarilla está situada en el río de Arriba y el condado de Sandoval en el noroeste de Nuevo México. Algunos lipanes se conservan en la reserva mescalera. Otros lipanes viven en Texas. Los apaches de las planicies viven en Oklahoma, en la ciudad de Anadarko.
Mientras tanto, los navajos viven en una gigantesca reserva-nación semiautónoma al noreste de Arizona llamada Nación Navajo que goza de cierta autonomía.
La siguiente división se basa en diferencias lingüísticas.
- Tribus del este:
  - Jicarilla
  - Lipán
  - Kiowa-Apache
  - Mo

- Tribus del oeste y este:
  - Navajos
  - San Carlos-Chiricahua-Mescalero. A algunas de estas tribus se las agrupa bajo el nombre de Coyoteros.